# Shunsuke Maeda
Shunsuke Maeda (jap. 前田 俊介, Maeda Shunsuke; * 9. Juni 1986 in der Präfektur Nara) ist ein japanischer Fußballspieler.

## Karriere

### Verein
Maeda erlernte das Fußballspielen in der Jugendmannschaft von Sanfrecce Hiroshima. Seinen ersten Vertrag unterschrieb er 2004 bei Sanfrecce Hiroshima. Der Verein spielte in der höchsten Liga des Landes, der J1 League. Für den Verein absolvierte er 45 Erstligaspiele. 2007 wechselte er zum Ligakonkurrenten Ōita Trinita. 2008 gewann er mit dem Verein den J.League Cup. Am Ende der Saison 2009 stieg der Verein in die J2 League ab. 2010 wurde er an den Erstligisten FC Tokyo ausgeliehen. 2011 kehrte er nach Ōita Trinita zurück. Für den Verein absolvierte er 74 Spiele. 2012 wechselte er zum Erstligisten Consadole Sapporo. Am Ende der Saison 2012 stieg der Verein in die J2 League ab. Für den Verein absolvierte er 89 Spiele. 2016 wechselte er zum Drittligisten Gainare Tottori.

### Nationalmannschaft
Mit der japanischen Nationalmannschaft qualifizierte er sich für die Junioren-Fußballweltmeisterschaft 2005.

## Erfolge
Sanfrecce Hiroshima
- Kaiserpokal

Finalist: 2007
Oita Trinita
- J.League Cup

Sieger: 2008